# Konstal 116N
Konstal 116N je polská tříčlánková nízkopodlažní tramvaj, kterou v letech 1998 až 2000 vyráběla firma Konstal v Chořově. Celkem bylo vyrobeno 29 tramvají, všechny vozy byly dodány do Varšavy. Prototyp 116N vznikl již v roce 1998 a byl odvozen od tramvají typu Konstal 112N.

## Konstrukce
Konstal 116N konstrukčně vychází z původní verze 112N. Jedná se o jednosměrný šestinápravový, částečně nízkopodlažní motorový tramvajový vůz. Karoserie tramvaje se skládá ze tří článků, které jsou spojeny klouby. Vůz je usazen na třech podvozcích. Oba krajní, které jsou hnací, se nachází pod středněpodlažní částí předního a zadního článku. Krátký prostřední článek společně s částmi krajních článků jsou nízkopodlažní s výškou podlahy 340 mm nad temenem kolejnice. Do nízkopodlažní části vedou čtvery dvoukřídlé dveře (dvoje v předním a dvoje v zadním článku), středněpodlažní část tramvaje je přístupná přes schůdky v interiéru. Přední i zadní čela tramvaje jsou totožná. V obou krajních podvozcích se nachází dva stejnosměrné trakční motory, každý pohání jednu nápravu. Elektrická výzbroj založená na GTO tyristorech pochází od firmy Woltan. Vozy jsou vybaveny elektronickým informačním systémem s digitálními panely. Čalouněné sedačky pro cestující jsou umístěny 1+1. Kabina řidiče se nachází v jednom čele vozidla, v zadním čele se nachází pouze manipulační panel. Řidičova kabina je vybavená klimatizací, řidič vozidlo ovládá ručním řadičem. Proud je z trolejového vedení odebírán polopantografem. Vozidla jsou upravena pro normální rozchod kolejí 1435 mm.
Vozy označené 116Na a 116Na/1 měly odlišný typ motorů (asynchronní) a elektrické výzbroje (tranzistory IGBT).

## Dodávky tramvají
V letech 1998 až 2000 bylo vyrobeno celkem 29 vozů.
| Současný stát | Město   | Článek | Typ     | Roky dodávek | Počet vozů | Evidenční čísla | Zdroj |
| ------------- | ------- | ------ | ------- | ------------ | ---------- | --------------- | ----- |
| Polsko        | Varšava | článek | 116N    | 1998         | 1          | 3002            | [ 1 ] |
| Polsko        | Varšava | článek | 116Na   | 1998         | 2          | 3003–3004       | [ 2 ] |
| Polsko        | Varšava | článek | 116Na/1 | 1999–2000    | 26         | 3005–3030       | [ 3 ] |